# Smaragdduvor
Smaragdduvor (Chalcophaps) är ett fågelsläkte i familjen duvor inom ordningen duvfåglar. Släktet omfattar här tre arter med utbredning från Indien till Melanesien och Australien:
- Asiatisk smaragdduva (C. indica)
- Australisk smaragdduva (C. longirostris)
- Brunryggig smaragdduva (C. stephani)